# Wiatka (rasa koni)
Wiatka (koń), koń wiacki – rasa małego, prymitywnego konia rolniczego pochodzącego z Rosji.
Pochodzenie i historia:
Jest to rasa pochodząca od tarpana obok konika bośniackiego, konika polskiego, konia huculskiego i kuca Sorraia. Została uformowana w dorzeczu Wiatki i Obwy na zachód od Uralu około XVIII wieku. W 1945 roku utworzono pierwsze ośrodki hodowlane jeszcze w ZSRR.
Budowa:
Koń ten jest niewielki, osiąga wysokość wynoszącą około 130-140 cm, zwykle nie przekraczając 145 cm w kłębie. Głowa jest nieduża, sucha z małym pyskiem o prostym profilu i szeroko rozstawionymi ganaszami, szyja krótka, tułów zwięzły, a grzbiet szeroki, zad spadzisty, kończyny krótkie i mocne, kopyta małe i twarde, bujna grzywa i ogon. Maść bułana, gniada i myszata, bardzo często z ciemną pręgą grzbietową.
Wykorzystanie:
Zbliżony typem do tarpana pożyteczny, mały koń wiacki doskonale sprawdza się w zaprzęgu. Już w XIX wieku znane były z tzw. trojek – rosyjskich zaprzęgów pocztowych. Ponadto wykorzystywany jest do transportu, przy wyrębie drzew oraz różnorakich prac rolniczych. Doskonale sprawdza się w trudnych warunkach ze względu na nieduże wymagania i wytrzymałość.